# Mendenhall (Mississippi)
Mendenhall è una città (city) degli Stati Uniti d'America, capoluogo della contea di Simpson, nello Stato del Mississippi.